# Округ (Индонезия)
Округ или кабупа́тен (индон. kabupaten, англ. regency, иногда ошибочно называется районом или регентством) — административная единица второго уровня Индонезии, являющаяся составной частью провинции и находящееся на одном административном уровне с городским муниципалитетом (индон. kota).
По состоянию на середину 2024 года в составе 38 провинций Индонезии насчитывается 416 округов. Округа, в свою очередь, делятся на районы, которые в большинстве индонезийских провинций называются кечама́танами (индон. kecamatan).

## Этимология

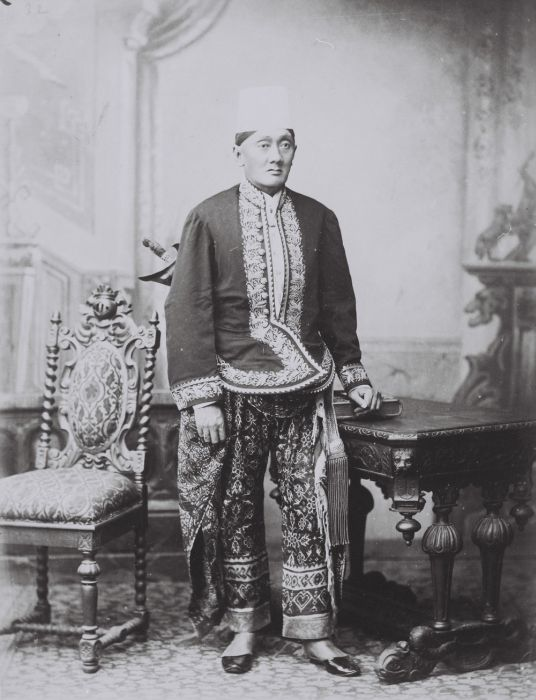
Портрет яванского регента в парадной форме (ок. 1900 г.).

Корневой основой слова «кабупатен» является индонезийское слово «бупа́ти». В настоящее время оно обозначает должность руководителя района, однако имеет достаточно длинную историю смысловой трансформации. Само по себе оно является сокращением санскритского заимстования «бхуми-пати» (bhumi भूमि ' от земля' + pati पति 'правитель', 'хозяин', отсюда bhumi-pati 'правитель земель'). На средневековой Яве это понятие закрепилось в качестве титула местных правителей, находившихся в прямой административной или вассальной зависимости от монарха крупного государственного образования. Впервые его использование было зафиксировано в надписи Телага Бату, относящейся к концу VII века, где оно фигурирует среди титулов яванских удельных правителей — данников Шривиджайи.
По ходу нидерландской колонизации Явы, начавшейся в XVII веке, местные удельные правители постепенно подчинялись Нидерландской Ост-Индской компанией, и со временем пост бупати (индон. и яв. bupati) был закреплён в административной системе колонии: он распространился на всех представителей яванской феодальной знати, перешедших на службу к колонизаторам и сохранивших при этом ограниченный контроль над своими уделами, а также часть наследственных привилегий. По-голландски такие должностные лица назывались регентами (нидерл. regent), а вверенные им территории — регентствами (нидерл. regentschap). Именно с этим производным от слова «регент» связано сохраняющееся и современном нидерландском языке, а также во многих других европейских языках, включая английский (англ. regency) название индонезийских округов, являющееся по по-существу анахронизмом.

## История
Округа как составляющие более крупных административных единиц — провинций — были учреждены администрацией Нидерландской Ост-Индии 28 января 1892 года. После провозглашения независимости Республики Индонезии колониальное административно-территориальное деление было в целом сохранено, и таким образом, нынешние индонезийские округа — кабупатены — являются «наследниками» колониальных «регентств».
По мере создания в Индонезии новых провинций — в том числе на западной части Новой Гвинеи, вошедшей в состав этой страны в 1963 году, и Восточного Тимора, находившегося в её составе в 1976-1999 годах — они также подразделялись на округа. К концу XX века в Индонезии существовало около 250 округов. 
Одним из важнейших направлений политических преобразований, последовавших в Индонезии после завершения правления президента Сухарто в 1998 году, стал комплекс мер по децентрализации государственной власти и разукрупнению административно-территориального деления страны. Эти меры были реализованы на всех уровнях: параллельно с созданием новых провинций формировались и новые округа, а также городские муниципалитеты, равные им по административному уровню. В результате за 16 лет году число округов и муниципалитетов выросло почти вдвое — до 416 и 98, соответственно. Всё это сопровождалось повышением уровня полномочий и политико-административного статуса руководителей округов: с 2005 года бупати стали избираться населением в ходе прямого голосования (до этого в течение короткого периода они избирались местными органами законодательной власти, а до того — назначались приказом министра внутренних дел).
В 2014 году процесс создания новых округов был приостановлен: власти сочли дальнейшее разукрупнение территориальных единиц на этом уровне неоправданным как в административном, так и в финансовом плане. Поэтому, несмотря на то, что с того времени в стране было создано ещё несколько новых провинций, количество округов по состоянию на 2024 год остаётся неизменным. Это, однако не мешает отдельным политическим деятелям и представителям региональных элит выступать за создание новых округов.

## Административное устройство и статистика
Округа, в свою очередь, делятся на районы, которые в большинстве индонезийских провинций называются кечаматанами (индон. kecamatan, в провинциях, расположенных на территории Западной Новой Гвинеи носят название дистрик, а  в Особом округе Джокьякарта — капаневон и кемантрен.
Средняя площадь индонезийского округа составляет около 4578,29 км², средняя численность населения — 670 958 человек.
По состоянию на 2020 год в Индонезии насчитывается 416 округов и 98 городов. 120 из них находятся на Суматре, 85 — на Яве, 37 — на Малых Зондских островах, 47 — на Калимантане, 70 — на Сулавеси, 17 — на Молуккских островах и 40 — в Западной Новой Гвинеи. Наибольшее количество округов имеется в составе провинций Центральная Ява и Восточная Ява — по 29, наименьшее — в составе провинции Южное Папуа и Особого округа Джокьякарта — по 4.